# Martynomyia martynovi
Martynomyia martynovi är en nattsländeart som beskrevs av Füsun Sipahiler 1995. Martynomyia martynovi ingår i släktet Martynomyia och familjen kantrörsnattsländor. Inga underarter finns listade i Catalogue of Life.